# Auguste Montenot
Auguste Montenot est un homme politique français né le 29 décembre 1859 à Étormay (Côte-d'Or) et décédé le 1er mars 1936 à Étormay.

## Biographie
Après une carrière dans le milieu de l'agriculture, conseiller général du canton de Baigneux-les-Juifs de 1901 à 1931, il se présente, à 60 ans, aux élections législatives de 1919, où il est élu député de la Côte-d'Or. Dès 1921, il est élu sénateur de la Côte-d'Or, et s'occupe essentiellement d'agriculture. Réélu 1930, il démissionne en 1935 pour raison de santé.

## Sources
- Ressources relatives à la vie publique :   - Sénat
  - Base Sycomore
- Jean Jolly (dir.), Dictionnaire des parlementaires français, notices biographiques sur les ministres, sénateurs et députés français de 1889 à 1940, Paris, PUF, 1960